# Wilhelm-Schramm-Stift

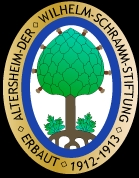
Logo der Wilhelm-Schramm-Stiftung Offenbach am Main

Das Wilhelm-Schramm-Stift war ein Alten- und Pflegeheim in Offenbach am Main in privater Trägerschaft, welches im April 2015 seinen Betrieb einstellte. Es ging zurück auf eine Stiftung des Offenbacher Industriellen Wilhelm Schramm aus dem Jahr 1910. Das vom Wilhelm-Schramm-Stift genutzte Gebäude, dessen Entwurf von dem Architekten Hugo Eberhardt stammt, ist Kulturdenkmal nach dem Hessischen Denkmalschutzgesetz.

## Stiftung

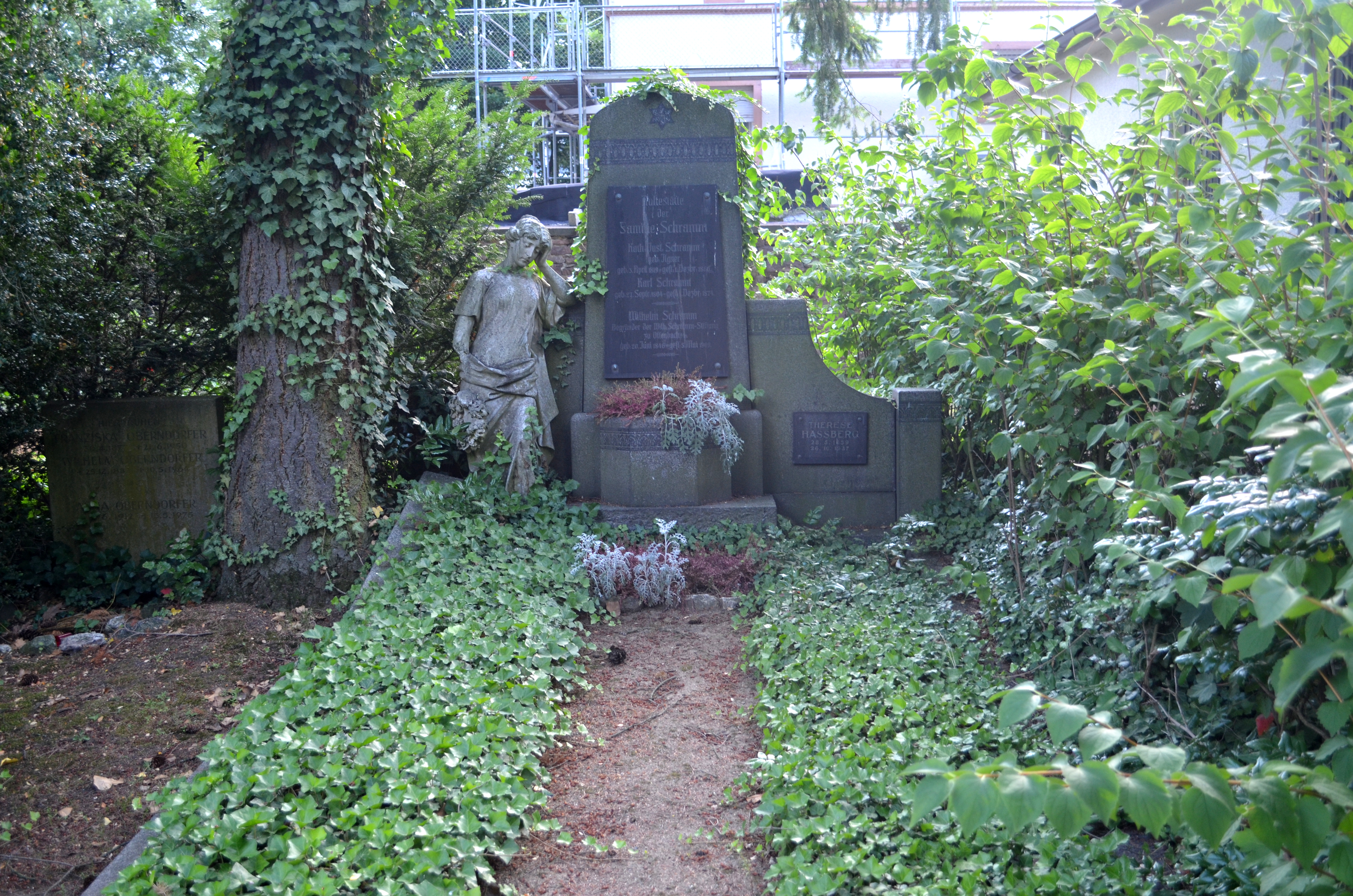
Grabmal der Familie Schramm auf dem Alten Friedhof in Offenbach

Der Offenbacher Unternehmer Wilhelm Schramm (* 20. Juni 1846 in Offenbach am Main; † 5. Mai 1909 ebenda) kam als Miteigentümer einer Lack- und Farbenfabrik (der späteren Lack- und Farbenfabriken Schramm & Megerle AG) zu beachtlichem Wohlstand. Von früher Krankheit gezeichnet, sah er in seinem selbst erarbeiteten Wohlstand eine soziale und karitative Verpflichtung. In seinem Testament bestimmte er daher eine zu errichtende Wilhelm-Schramm-Stiftung als Erbin von rund 90 Prozent seines Vermögens mit der Auflage, ein Altersheim zu bauen und zu unterhalten. Die Testamentsbestimmung hierzu lautete: „Im Altersheim sollen bedürftige alte Leute aus der Stadt Offenbach am Main, welche das 60. Lebensjahr überschritten haben und einen guten Ruf genießen, ohne Unterschied der Religion und des Geschlechts unentgeltlich Aufnahme, Verköstigung, Verpflegung und Behandlung in gesunden und in kranken Tagen finden.“
Begründet war die Stiftung, als der hessische Großherzog Ernst Ludwig sie am 22. Oktober 1910 genehmigte.
Aus dem Nachlassvermögen von 1.135.735,23 Mark konnten rund eine Million Mark der Stiftung zugeführt werden. Dies entspricht rund 7.070.572,– Euro nach heutiger Kaufkraft.
Das Stiftungsvermögen hatte jedoch nicht lange Bestand. Die Inflation nach dem Ersten Weltkrieg zehrte das Vermögen erstmals weitgehend auf. Das Stiftungskuratorium war gezwungen, das Heim für zehn Jahre (1922 bis 1932) an die Stadt Offenbach zu verpachten. Danach hatten sich das Stiftungsvermögen so weit erholt, dass das Altersheim wieder öffnen konnte. Aufgrund der gleichwohl geringen Stiftungsmittel war eine kostenlose Aufnahme und Betreuung der Bewohner nicht mehr möglich. Da die Kostenbeiträge der Bewohner jedoch nicht deckend waren, wurde das Vermögen abermals geschmälert und reduzierte sich in Folge der Währungsreform von 1948 neben dem im Heim selbst investierten Kapital auf lediglich rund 10.000,– DM, entsprechend rund 31.086,– Euro nach heutiger Kaufkraft. In der Folgezeit konnte jedoch durch den gewinnbringenden Verkauf von Grundbesitz sowie den Zufluss weiterer Erbschaften das Stiftungsvermögen wieder zu einem bescheidenen Umfang aufgebaut werden, der bis heute Bestand hat.

## Kuratorium
Nach dem Willen des Stifters ist das Kuratorium der Stiftung aus folgendem Personenkreis zu besetzen: Einem leitenden Beamten der Stadt Offenbach, der von der Stadt Offenbach vorgeschlagen wird; einem in Offenbach ansässigen Industriellen, der von der IHK vorgeschlagen wird; einem in Offenbach ansässigen Handwerksmeister, der von der Kreishandwerkerschaft vorgeschlagen wird; einem Mediziner aus Offenbach, der in freier Wahl bestimmt wird sowie einer weiteren angesehenen Person aus Offenbach.
Die derzeitigen Mitglieder des Kuratoriums (Stand November 2013) sind:
- Stefan Grüttner, Staatsminister (Kuratoriumsvorsitzender)
- Gabi Clouth, Kauffrau (stellv. Kuratoriumsvorsitzende)
- Harald E. Balló, Onkologe
- Wolfgang Kramwinkel, Geschäftsführer, Kreishandwerksmeister
- Günter Stier, Sparkassendirektor i. R.

## Das Altenpflegeheim

### Gebäude

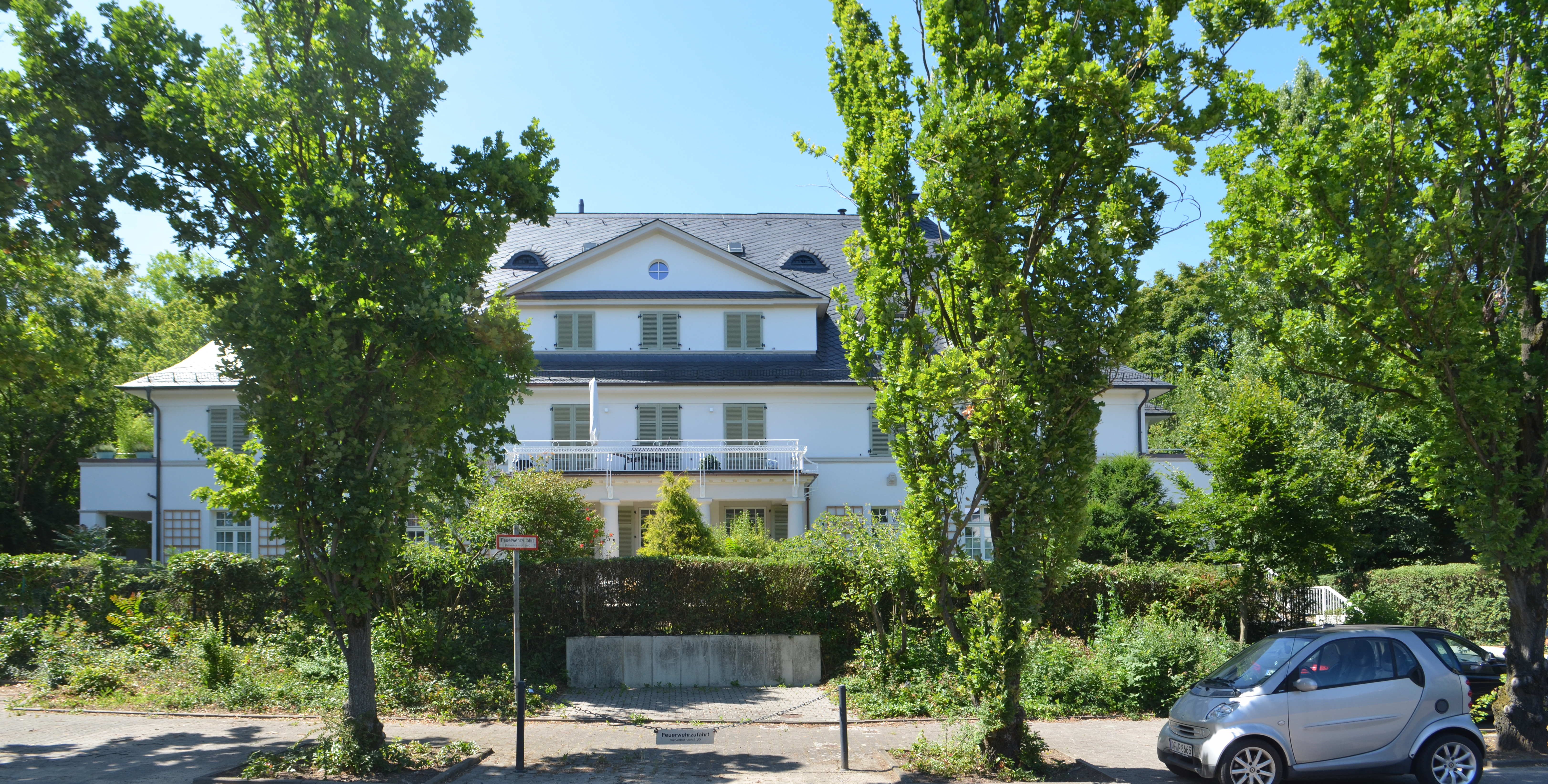
Offenbach, Buchrainweg 135

Das Gebäude wurde in den Jahren 1912 bis 1913 nach Entwürfen von Hugo Eberhardt am Buchrainweg erbaut. Es besteht aus zwei rechtwinklig miteinander verbundenen Flügeln und ist zweigeschossig ausgeführt. Erbaut im Landhausstil zeigt es eine Kombination von modernen und neuklassizistischen Architekturelementen. Im vorderen Teil des Gebäudes liegen im Erdgeschoss Tagesräume und Zimmer, im hinteren Teil Speisesaal und Besuchszimmer. Im Obergeschoss sind vorn die Zimmer der Bewohner und zur Gartenseite hin Krankenzimmer angeordnet. Die Straßenfassade ist von einem mittigen, säulengestützten Balkon und darüber liegendem Zwerchhaus im Walmdach dominiert.
Das Gebäude ist wahrscheinlich der einzig in Offenbach erhaltene Wohnbau des Architekten Hugo Eberhardt. Die Anlage steht aus geschichtlichen und künstlerischen Gründen unter Denkmalschutz. Hinter dem Haus befindet sich ein weitläufiger Garten, der direkt an den Wald angrenzt.

### Geschichte
Am 1. Dezember 1913 ging das Altersheim mit zunächst 20 Wohnplätzen in Betrieb. Es enthielt neben Schlafzimmern Krankenzimmer, Tagesräume, Speisesaal und einen elektrischen Aufzug und war damit für seine Zeit fortschrittlich.
Der Erste Weltkrieg beendete jedoch rasch die beabsichtigte Nutzung. Das Heim wurde während des Krieges als Unterkunft für die Genesung heimkehrender Soldaten requiriert. Auch nach Ende des Krieges konnte die Einrichtung nicht lange zweckgemäß genutzt werden. Um das durch Inflation aufgezehrte Stiftungsvermögen einerseits zu schonen, andererseits durch Einnahmen zu mehren, wurde das Gebäude von 1922 bis 1932 an die Stadt Offenbach vermietet, welches es als Unterkunft für Rekonvaleszenten und Säuglinge nutzte. Im Anschluss wurde das Haus ununterbrochen wieder gemäß der ursprünglichen Widmung genutzt.
Im Jahr 1948 erfolgte der Vollausbau des Gebäudes durch Ausbau des Dachgeschosses auf eine Maximalkapazität von 42 Wohnplätzen.
Im Jahr 1984 wurde das gesamte erste Stockwerk des Hauses in eine Pflegestation mit einer Kapazität von 20 Betten umgewandelt. Zuvor war ein im Jahr 1982 geplanter Anbau eines Seitenflügels zur Errichtung einer Pflegeabteilung an fehlenden Zuschüssen des Landes Hessen gescheitert.
Im Jahr 2000 erfolgte eine der größten Umbaumaßnahmen des Hauses. Zur Erhöhung der Sicherheit wurde es brandschutztechnisch modernisiert. Dabei wurde der gesamte Dachraum feuerhemmend umgebaut, die Flure mit neuen Brandschutztüren ausgestattet und jeder Raum mit einem Brandmelder versehen.
Wie das Kuratorium der Stiftung bereits in einer Presseerklärung vom 22. Februar 2015 ankündigte, schloss das Altenpflegeheim zum 30. April 2015. Zur Begründung verwies man darauf, dass die Einrichtung keine betriebswirtschaftlich zukunftsfähige Größe habe.
Das Stift bot zuletzt für etwa 40 Bewohner Platz; zur Hälfte waren diese Plätze auf pflegebedürftige Menschen ausgerichtet. Sechs Altenpfleger, drei Pflegehelfer, zwei Köche, sechs Hausangestellte sowie ein Hausmeister arbeiteten in der Einrichtung.